# Lycaena vanderbani
Lycaena vanderbani är en fjärilsart som beskrevs av Pfeiffer 1938. Lycaena vanderbani ingår i släktet Lycaena och familjen juvelvingar. Inga underarter finns listade i Catalogue of Life.